# Разлог (област)
 Тази статия е за котловината.  За града в нея вижте Разлог.  
Разлогът или Разложко е историко-географска област в Югозападна България, област Благоевград, обхващаща изцяло Разлогожката котловина. Областта граничи със Самоковско на север, Пазарджишко и Пещерско на изток, Гоцеделчевско на юг, Санданско на югозапад и Горноджумайско и Дупнишко.

## Име
Името е засвидетелствано в грамота на император Василий II Българоубиец от 1019 година като τα Ράσλογα. В Рилската грамота се споменава село Разложкы попове. В османски документи от 1491 година виждаме вилает Разлуг, в 1576 година – каза Разлуг. Хаджи Калфа в XVII век пише Разлук.
Името е славянско – от разлогъ, „долина“, „низина“, „котловина“ или „разлата широка планина“.

## Географска характеристика
Котловината се простира в горното поречие на река Места между планините Рила на север, Пирин на югозапад и юг и Родопите на изток. В тези си граници от запад-северозапад на изток-югоизток дължината ѝ достига до 21 км, а средната ѝ ширина 12 км. Средна надморска височина на котловинното дъно 940 м. В североизточната ѝ част между Рила и Родопите е разположено Белишкото поле, което е част от нея.
Западната част на котловината е равна, запълнена с терциерни наслаги, припокрити с флувиоглациални материали, а източната част е хълмиста. При град Добринище и селата Баня и Елешница бликат топли минерални извори. Находища на нискокалорични лигнитни въглища. Климатът е типично планински със средиземноморско влияние. Отводнява се от река Места, която протича в източната ѝ хълмиста част и нейните притоци: десни – Белишка река, Изток (с притоците си Бела река и Глазне) и Добринишка река; леви – Златарица. Почвите са кафяви горски (в периферните ѝ части) и алувиални и делувиални (в котловинното дъно и покрай теченията на реките). Климатичните и почвените условия благоприятстват отглеждането на студенолюбиви селскостопански култури.

## Селища
В котловината и по нейната периферия с оградните планини са разположени 5 града – Банско, Белица, Якоруда, Добринище и Разлог и 8 села – Баня, Бачево, Годлево, Горно Краище, Горно Драглище, Долно Драглище, Елешница и Краище. Те образуват днешните общини Разлог, Белица и Якоруда и северната част на община Банско (градовете Банско и Добринище).

## Транспорт
През котловината преминават участъци от 2 пътя от Държавната пътна мрежа:
- От северозапад на югоизток, на протежение от 15,5 км – участък от второкласен път № 19 Симитли – Банско – Гоце Делчев – ГКПП „Илинден“.
- От североизток на югозапад, на протежение от 13,7 км – участък от второкласен път № 84 Звъничево – Велинград – Разлог.

През котловината преминава и крайният участък от трасето на теснолинейната жп линията Септември – Добринище.

## Топографска карта
- Лист от карта K-34-83. Мащаб: 1 : 100 000.
- Лист от карта K-34-84. Мащаб: 1 : 100 000.